# Acid niflumic
Axit niflumic là một loại thuốc dùng để giảm đau khớp và cơ bắp. Nó được phân loại là chất ức chế cyclooxygenase-2. Trong sinh học thực nghiệm, nó đã được sử dụng để ức chế các kênh chloride. Nó cũng đã được báo cáo để hành động trên các kênh GABA-A  và NMDA  và để chặn các kênh calci loại T.